# Камка морська
Камка морська, або зостера морська (Zostera marina), — вид морських трав, що мешкають у морському середовищі на прибережних ділянках уздовж північних берегів Північної Америки та Євразії. Найпоширеніший вид квіткових рослин у Північній Півкулі. Ростуть у прохолодних океанічних водах Північної Атлантики і Північної Пацифіки, у тепліших південних районах відмирає в теплий період року. Часто трапляється в бухтах, лиманах, на пляжах.